# (9278) 1981 EM1
1981 إي أم 1 (ويعرف أيضًا باسم (9278) 1981 إي أم 1 وفق تسمية الكوكب الصغير) (بالإنجليزية: 1981 EM1)‏ هو كويكب ضمن حزام الكويكبات؛ وترتيبه 9278 من حيث الاكتشاف.
اكتُشف هذا الجُرم الفلكي بواسطة هنري ديبهون في 7 مارس 1981.

## وصلات خارجية
- (9278) 1981 EM1 في قاعدة بيانات مختبر الدفع النفاث لأجرام النظام الشمسي الصغيرة

- الاكتشاف · مخطط المدار ·  العناصر المدارية · المعلمات المادية

- (9278) 1981 EM1 على موقع ويكي سكاي: DSS2, SDSS, GALEX, IRAS, Hydrogen α, X-Ray, Astrophoto, Sky Map, Articles and images